# Ex nihilo
Ex nihilo és un terme en llatí que significa «del no-res». Generalment es fa servir en conjunt amb el terme «creació», com en creatio ex nihilo («creació del no-res»). A causa de la naturalesa d'aquest terme, se sol utilitzar en arguments filosòfics o creacionistes, ja que molts cristians, musulmans i jueus creuen que Déu va crear l'Univers del no-res. Açò contrasta amb creatio ex materia, el qual és creació de matèria eternament preexistent, i amb creatio ex deo, el qual és creació per Déu.
Un nombre d'antics filòsofs van fomentar un alt concepte de Déu com l'ésser suprem del món, però no van fomentar el concepte de Déu com la causa absoluta de tota existència finita. Abans de la idea bíblica de la creació, mites envisionaren el món tals com que va haver-hi matèria preexistent influïda per un déu o déus que retreballaren aquest material fins al món present.
Solament a causa del pensament religiós i la interpretació de la bíblia es va desenvolupar la visió formularia ex nihilo. Un exemple d'açò es troba en el llibre bíblic-apòcrif de Macabeos: 
Jo et suplique, fill meu, que mires al cel i a la terra, i en veure tot el que hi ha en ells, reconegues que Déu ho feu tot del no-res, i que també el gènere humà fou fet de la mateixa manera.
(2 Macabeus 7:28, 100BC)